# Sewraam Rambaran Mishre

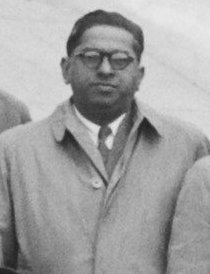
S. Rambaran Mishre (1946)

Sewraam Rambaran Mishre (Nickerie, 14 maart 1915 – 15 februari 1964) was een Surinaams arts en politicus.
Hij werd geboren als zoon van de uit India geïmmigreerde pandit Baba Rambaran Mishre die woonde in de Corantijnpolder. In 1942 studeerde hij af als geneesheer waarna hij zich specialiseerde in hart- en vaatziekten en in oktober 1955 promoveerde hij aan de Rijksuniversiteit Utrecht in de geneeskunde op het proefschrift Onderzoek van maagsap door middel van papier-electrophorese wat ook in boekvorm verschenen is.
Naast zijn carrière in de geneeskunde was Rambaran Mishre ook politiek actief in de Verenigde Hindoestaanse Partij (VHP). In 1949 werd hij gekozen in de Staten van Suriname voor het district Nickerie en in 1951 werd hij daar herkozen. In 1958 werd hij namens de VHP minister van Landbouw, Veeteelt en Visserij in het kabinet-Emanuels. Bij het volgende kabinet met Pengel als premier dat in 1963 aantrad werd hij vice-premier en minister van Justitie en Politie. Begin 1964 overleed Rambaran Mishre tijdens dat ministerschap plotseling op 48-jarige leeftijd.